# Hyptiharpa hypostas
Hyptiharpa hypostas är en fjärilsart som beskrevs av Józef Razowski 1992. Hyptiharpa hypostas ingår i släktet Hyptiharpa och familjen vecklare. Inga underarter finns listade i Catalogue of Life.